# Styl życia G’N.O.J.A.
Styl życia G’N.O.J.A. – debiutancki album solowy polskiego rapera Pei wydany 6 grudnia 2008 przez wytwórnię Fonografika.
Podwójny album (90 minut) zawiera 22 premierowe utwory, nad którymi artysta pracował od 2006 do 2008 roku. Płyta dotarła do 16. miejsca na liście OLiS w Polsce. Album uzyskał status złotej płyty. Na płycie gościnnie występują: Kaczor, Biguś, Sandra, Czwórka, RDW, Brahu, PTP.
Według oficjalnej strony Pei, na początku kwietnia 2011 roku płyta osiągnęła status platynowej płyty.

## Lista utworów
Źródło.
| CD 1 1. „SZG Intro” – 1:22 2. „Szkoła życia” (gośc. Kaczor) – 4:49 3. „Bragga” (gośc. Charlie P) – 4:05 4. „Muza trzyma mnie przy życiu” – 3:46 5. „Definicja pener” – 4:34 6. „Gruba impra z Rysiem” (gośc. Biguś) – 3:36 7. „To Pe Do En (Jestem stąd)” (gośc. Sandra) – 4:02 8. „Na dnie...” – 4:32[A] 9. „Rap moją kokainą” – 3:51 10. „Moralniak” – 3:14 11. „Regulamin zabijania” (gośc. Czwórka) – 4:59 | CD 2 1. „Ta chwila...” (gośc. Sandra) – 3:33 2. „Zmieni się na lepsze...” – 4:32 3. „Ja Pierdolę” (gośc. RDW & Brahu) – 4:28 4. „Getto (Stylowe rymy)” – 4:16 5. „Staszica Story Czwórka” – 4:07 6. „Tak bardzo chcę” (gośc. Charlie P) – 4:00 7. „Dziś wyjdziesz ze mną” – 4:42 8. „(Z)robię szmal” (gośc. PTP) – 4:39 9. „De najsłodsza w mieście” – 3:17 10. „All Inclusive” – 3:46 11. „Definicja pener (Remix Czwórka)” – 4:54 |

Notatki
- A^ W utworze wykorzystano sample z piosenki „Zmysły precz” w wykonaniu Anny Jurksztowicz[8].